# George Jenson
George Jenson (* 24. Juni 1930 in Calgary; † 25. Mai 2018 in Henderson, Nevada) war ein US-amerikanisch-kanadischer Spezialeffektkünstler und Illustrator.

## Leben und Wirken
Jenson wurde 1930 in Calgary, Kanada, geboren, zog aber mit seiner Familie nach Los Angeles, als er sechs Jahre alt war. Sein älterer Bruder war der Schauspieler und Stuntman Roy Jenson. Er diente in der US Army und war während des Koreakrieges in Deutschland stationiert. Nach seiner Rückkehr studierte er an der Art Students League of New York.
George Jenson begann seine Karriere in der Filmindustrie 1964 als Illustrator und Storyboard Artist bei 20th Century Fox Studios, wo er für den Produzenten Irwin Allen an dessen Serien Lost in Space, Die Seaview – In geheimer Mission, Time Tunnel und Planet der Giganten arbeitete. Später wechselte er als Layout Arist und Illustrator zu Filmation Associates, wo er von 1972 bis 1975 an den animierten Fernsehserien Die Enterprise, Mission: Magic!, Lassie’s Rescue Rangers und My Favorite Martians arbeitete. Ebenfalls als Production Illustrator begann Jenson, auch an Live-Action Filmen zu arbeiten, unter anderem Disney’s Die Flucht zum Hexenberg und MGMs Flucht ins 23. Jahrhundert. Für Unheimliche Begegnung der dritten Art und 1941 arbeitete Jenson mit Steven Spielberg zusammen.
1985 wurde Jenson für seine Arbeit als Visual Effects Art Director gemeinsam mit Richard Edlund, Neil Krepela und Mark Stetson für den Film 2010 für einen Oscar in der Kategorie Beste visuelle Effekte nominiert.
Während der 1990er arbeitete er als Production Illustrator an verschiedenen Filmprojekten, unter anderem Terminator 2, Dr. Dolittle 2 und Kevin – Allein in New York.
George Jenson ging 2003 in Rente und starb 2018 mit 87 Jahren an Krebs.

## Filmografie

### Visuelle Effekte
- 1983: Star Wars: Episode VI – Die Rückkehr der Jedi-Ritter (Return of the Jedi)
- 1984: 2010: Das Jahr, in dem wir Kontakt aufnahmen (2010: The Year We Make Contact)
- 1986: Big Trouble in Little China
- 1986: Der Knabe, der fliegen konnte (The Boy Who Could Fly)
- 1987: Masters of the Universe
- 1987: Bill Cosby – Die Superkanone (Leonard Part 6)
- 1988: Vibes – Die übersinnliche Jagd nach der glühenden Pyramide (Vibes)

### Animation (als Layout-Künstler)
- 1972–1973: Lassie’s Rescue Rangers (Fernsehserie, 16 Folgen)
- 1973: My Favorite Martians (Fernsehserie)
- 1973: Mission: Magic! (Fernsehserie, 16 Folgen)
- 1973–1974: Die Enterprise (Star Trek: The Animated Series) (Fernsehserie, 22 Folgen)

### Ausstattung (als Illustrator oder Storyboard Artist)
- 1966: Time Tunnel (Fernsehserie, 16 Folgen)
- 1968: Verschollen zwischen fremden Welten (Lost in Space) (Fernsehserie, 9 Folgen)
- 1968: Die Seaview – In geheimer Mission (Voyage to the Bottom of the Sea) (Fernsehserie, 12 Folgen)
- 1968–1970: Planet der Giganten (Land of the Giants) (Fernsehserie, 51 Folgen)
- 1972: Unter Wilden (Savages)
- 1975: Die Flucht zum Hexenberg (Escape to Witch Mountain)
- 1976. Flucht ins 23. Jahrhundert (Logan’s Run)
- 1977: Unheimliche Begegnung der dritten Art (Close Encounters of the Third Kind)
- 1979: 1941 – Wo bitte geht’s nach Hollywood (1941)
- 1980: Warum eigentlich... bringen wir den Chef nicht um? (Nine to Five)
- 1981: Kein Mord von der Stange (Looker)
- 1983: Christine
- 1984: Auf der Jagd nach dem grünen Diamanten (Romancing the Stone)
- 1984: Die rote Flut (Red Dawn)
- 1984: Der Wüstenplanet (Dune)
- 1986: Poltergeist II – Die andere Seite (The Other Side)
- 1991: Rocketeer (The Rocketeer)
- 1991: Terminator 2 – Tag der Abrechnung (Terminator 2: Judgment Day)
- 1992: Kevin – Allein in New York (Home Alone 2: Lost in New York)
- 1994: Drop Zone
- 1995: Das Geheimnis der drei Wünsche (Three Wishes)
- 1996: Thinner – Der Fluch (Thinner)
- 1997: Die Verschwörung im Schatten (Shadow Conspiracy)
- 1999: Jenseits der Träume (In Dreams)
- 2000: Der Sturm (The Perfect Storm)
- 2001: Dr. Dolittle 2
- 2003: Master & Commander – Bis ans Ende der Welt (The Far Side of the World)